# Neochactas riopinensis
Espèce
Synonymes
- Broteochactas riopinensis González-Sponga, 1992

Neochactas riopinensis est une espèce de scorpions de la famille des Chactidae.

## Distribution
Cette espèce est endémique de l'État de Bolívar au Venezuela. Elle se rencontre vers Heres.

## Systématique et taxinomie
Cette espèce a été décrite sous le protonyme Broteochactas riopinensis par González-Sponga en 1992. Elle est placée dans le genre Neochactas par Soleglad et Fet en 2003.

## Étymologie
Son nom d'espèce, composé de riopin[a] et du suffixe latin -ensis, « qui vit dans, qui habite », lui a été donné en référence au lieu de sa découverte, le río La Piña.

## Publication originale
- González Sponga, 1992 : Aracnidos de Venezuela. Una nueva especie del genero Broteochactas y redescription de Broteochactas gollmeri (Karsch, 1879) (Scorpionida: Chactidae). Memoria de la Sociedad de Ciencias Naturales La Salle, vol. 52, no 137, p. 53-64.